# Río Tera (vattendrag i Spanien, Provincia de Zamora)
Río Tera är ett vattendrag i Spanien.   Det ligger i provinsen Provincia de Zamora och regionen Kastilien och Leon, i den nordvästra delen av landet, 240 km nordväst om huvudstaden Madrid.